# Leberreim
Leberreime sind eine vermutlich bis in das 16. Jahrhundert zurückreichende alte deutsche Form von improvisierten Scherzgedichten.  Genauere Umstände zu Ort und Zeit des Entstehens sind nicht bekannt. Verwendung fanden die Stegreifgedichte bei Tischgesellschaften, etwa als Trinksprüche. Ihre ungewöhnliche Bezeichnung bekamen die Leberreime nach ihren Anfangsworten.

## Geschichte
Die älteste bekannteste Überlieferung von Leberreimen ist aus dem frühen 17. Jahrhundert erhalten und liegt in den niederdeutschen Rhytmi mensales von 1601 vor, nur kurz darauf in Hochdeutsch die Epatologie hieroglyphica rhytmica (1605). Bis zur Mitte des 17. Jahrhunderts erschienen zahlreiche Sammlungen und Komplimentierbücher mit Leberreimen. In Gustav Freytags Werk Bilder aus der deutschen Vergangenheit heißt es über die gesellschaftlichen Gepflogenheiten dieser Zeit: „… und wenn bei Tisch an Braten oder Fisch eine Leber zu speisen war, wurde vorher der Reihe nach ein Reim darüber gemacht, keine leichte Sache; denn da galt es, etwas Zierliches hervorzubringen …“ Erst in den 1720ern ebbte die Mode allmählich ab, blieb aber noch bis ins 19. Jahrhundert besonders in bäuerlichen Bevölkerungsgruppen populär. Diese Überreste der großen Leberreim-Mode sind u. a. im Werk Hoffmann von Fallerslebens (Weinbüchlein, 1829) und Theodor Fontanes (Wanderungen durch die Mark Brandenburg, 1882) enthalten.

## Form
Die den Leberreimen zugeordneten Zweizeiler beginnen stets mit der Zeile „Die Leber stammt (ist) von einem Hecht und nicht von“ gefolgt von einem anderen Tiernamen. Die Zeile endet immer auf eine unbetonte Silbe. In der zweiten Zeile folgt der improvisierte Reim mit Pointe/Sinnspruch. Die Eingangszeile wird von einer Person vorgegeben, eine andere aus der Runde (oder mehrere) liefern dann die Reimzeile darauf. Metrum und Silbenzahl müssen in beiden Zeilen identisch sein.
Beispiel:
A: Die Leber stammt von einem Hecht und nicht von einem Zander,
B: die Gräten schaff ich nicht allein, wir essen miteinander.
Weniger strenge Vorgaben erfüllten die Dichter der folgenden Verse. Durch freiere Modifikation der ersten Zeile wie im ersten Beispiel bzw. Zäsurreim im zweiten Beispiel:
Die Leber stammt von einem Hecht, vom Hai stammt sie mitnichten,
ich könnte auf den ganzen Fisch – nie auf den Wein verzichten.
Die Leber ist von einem Hecht und nicht von einem Reiher.
Dem Staate geht es ziemlich schlecht, es kreisen schon die Geier.
Das Spiel mit der Form macht schließlich auch vor dem Hecht keinen Halt mehr:
Die Leber ist von einer Kuh und nicht von einer Ziege.
Ich sage lieber nichts dazu, in welchem Bett ich liege.
Die Leber ist von einem Schwein und nicht von einem Ferkel.
Mir fällt kein Reim auf Ferkel ein, so lang ich auch dran werkel.

## Filmische Rezeption
In dem Film Sissi ist eine Szene enthalten, in der Sissis Vater zusammen mit seinen Freunden Leberreime singt. Diese stammen zum Teil tatsächlich vom echten Herzog Max.